# Jodokuskirche (Althausen)

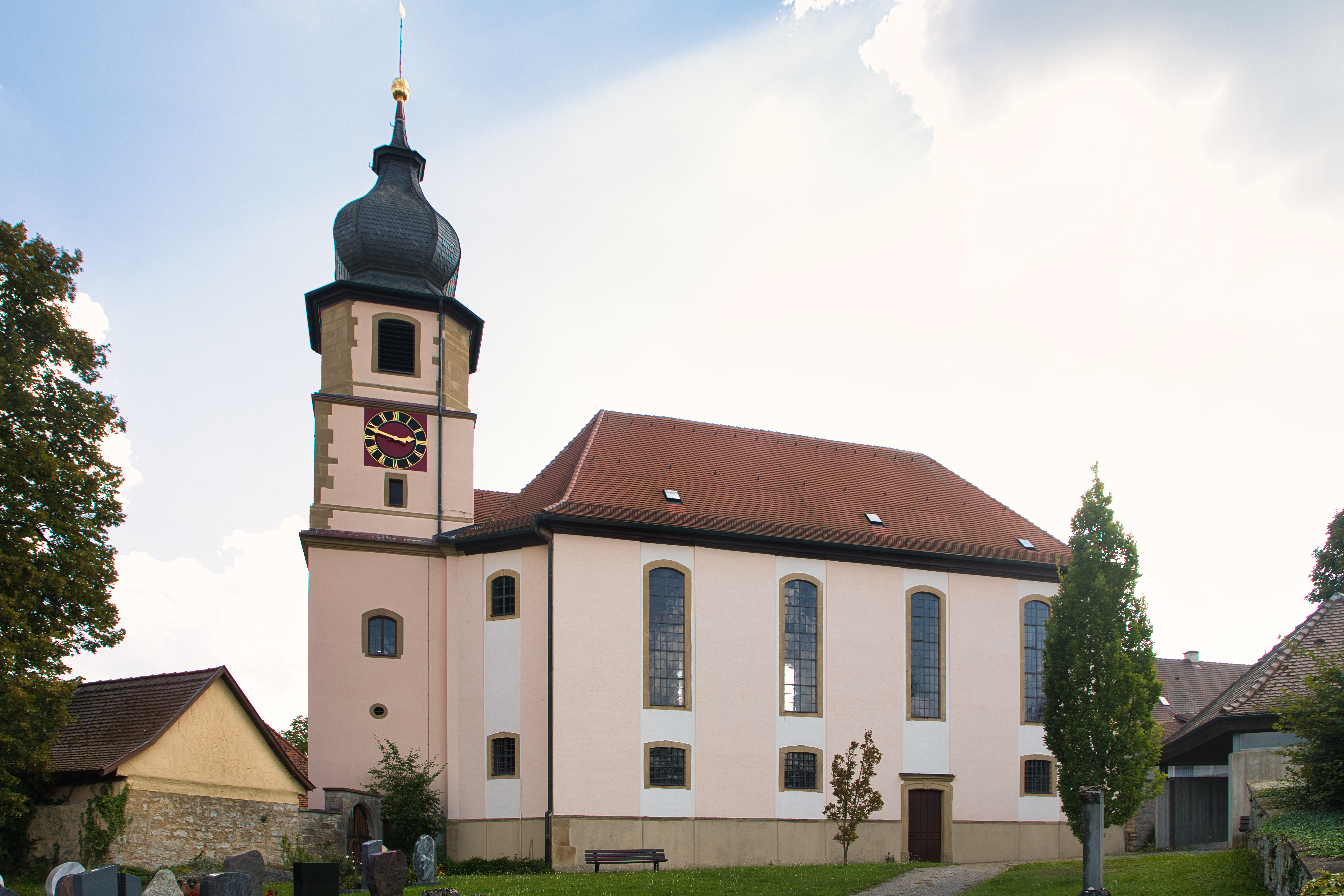
Jodokuskirche in Althausen

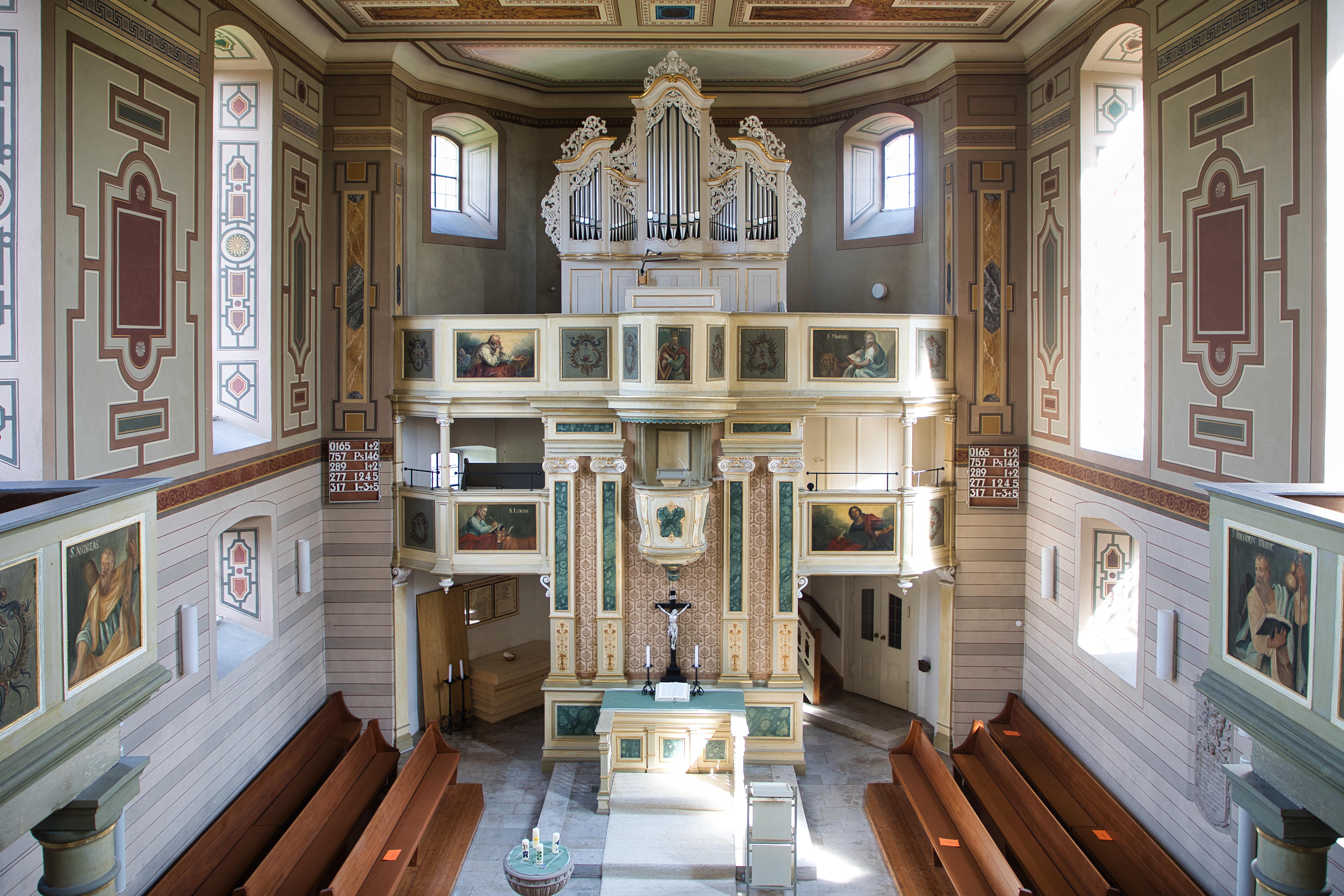
Innenansicht

Die Jodokuskirche ist ein geschütztes Kulturdenkmal nach dem Denkmalschutzgesetz in Althausen, einem Stadtteil von Bad Mergentheim im Main-Tauber-Kreis in Baden-Württemberg. Sie gehört zum Kirchenbezirk Weikersheim der Evangelischen Landeskirche in Württemberg.

## Beschreibung
Die barocke Saalkirche wurde 1778/79 nach Plänen von Johann David Steingruber erbaut. Sie besteht aus einem Langhaus, das im Westen dreiseitig abgeschlossen ist, an dessen Stirnseite ein Chorturm auf quadratischem Grundriss steht. Sein oberstes quadratisches Geschoss beherbergt die Turmuhr, das darüber liegende achteckige den Glockenstuhl. Darauf sitzt eine Zwiebelhaube. 
Die im 19. Jahrhundert neu ausgemalte Flachdecke überspannt den Innenraum, der Emporen an drei Seiten hat. An der Stirnseite zum Chorturm befindet sich der Kanzelaltar vor einer doppelstöckigen Empore. Auf der oberen Empore, deren Brüstung 1670 mit Darstellungen der Apostel, der Evangelisten und David verziert wurde, steht die von Aug. Laukhuff gebaute Orgel.